# Браніна
45°49′ пн. ш. 18°41′ сх. д. / 45.82° пн. ш. 18.69° сх. д.
Браніна (хорв. Branjina) — населений пункт у Хорватії, в Осієцько-Баранській жупанії у складі громади Поповаць.

## Населення
Населення за даними перепису 2011 року становило 322 осіб.
Динаміка чисельності населення поселення:

## Клімат
Середня річна температура становить 10,97 °C, середня максимальна – 25,20 °C, а середня мінімальна – -5,72 °C. Середня річна кількість опадів – 613 мм.
| Клімат поселення                              | Клімат поселення | Клімат поселення | Клімат поселення | Клімат поселення | Клімат поселення | Клімат поселення | Клімат поселення | Клімат поселення | Клімат поселення | Клімат поселення | Клімат поселення | Клімат поселення | Клімат поселення |
| Показник                                      | Січ.             | Лют.             | Бер.             | Квіт.            | Трав.            | Черв.            | Лип.             | Серп.            | Вер.             | Жовт.            | Лист.            | Груд.            |                  |
| Середній максимум, °C                         | 5,85             | 7,59             | 12,17            | 16,80            | 22,20            | 25,20            | 24,82            | 24,66            | 20,44            | 15,01            | 8,83             | 4,97             |                  |
| Середня температура, °C                       | 0,07             | 1,82             | 6,38             | 11,04            | 16,43            | 19,40            | 21,13            | 20,95            | 16,72            | 11,32            | 5,14             | 1,28             |                  |
| Середній мінімум, °C                          | −5,72            | −3,99            | 0,58             | 5,22             | 10,62            | 13,60            | 17,40            | 17,25            | 13,04            | 7,60             | 1,45             | −2,4             |                  |
| Норма опадів, мм                              | 36               | 32               | 35               | 48               | 58               | 77               | 63               | 59               | 51               | 51               | 56               | 47               |                  |
| Середньомісячна швидкість вітру, м/с          | 2.57             | 2.77             | 3.04             | 3.00             | 2.64             | 2.42             | 2.37             | 2.20             | 2.20             | 2.35             | 2.47             | 2.63             |                  |
| Середньомісячна сонячна радіація, кДж/м²·день | 4180             | 6977             | 10897            | 15514            | 19443            | 21756            | 21976            | 19992            | 14853            | 9349             | 4735             | 3459             |                  |
| --------------------------------------------- | ---------------- | ---------------- | ---------------- | ---------------- | ---------------- | ---------------- | ---------------- | ---------------- | ---------------- | ---------------- | ---------------- | ---------------- | ---------------- |
| Джерело:                                      |                  |                  |                  |                  |                  |                  |                  |                  |                  |                  |                  |                  |                  |